# Villé
För andra betydelser, se Ville (olika betydelser).
Villé (tyska: Weiler) är en kommun i departementet Bas-Rhin i regionen Grand Est (tidigare regionen Alsace) i nordöstra Frankrike. Kommunen ligger i kantonen Villé som tillhör arrondissementet Sélestat-Erstein. År 2022 hade Villé 1 755 invånare.

## Befolkningsutveckling
Antalet invånare i kommunen Villé
| Referens: INSEE |